# Chiesa di Santa Maria Maddalena (Alto Reno Terme)
La chiesa di Santa Maria Maddalena è la parrocchiale di Porretta Terme, già comune autonomo ed oggi frazione del comune sparso di Alto Reno Terme, in città metropolitana ed arcidiocesi di Bologna; fa parte del vicariato dell'Alta Valle del Reno.

## Storia
La primitiva chiesa di Porretta, borgo che nel Trecento aveva subito un incremento della popolazione per il fatto che vi sorgevano e vi sorgono tuttora degli stabilimenti termali, sorse negli anni Trenta del XV secolo per interessamento del parroco di Casola don Pellegrino di Signorino.

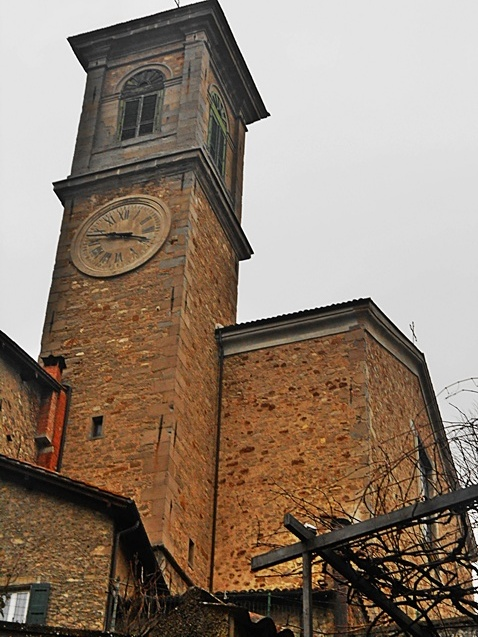
Il campanile

Tale chiesa, dedicata ai Santi Giovanni Battista e Maria Maddalena, era compresa inizialmente nella parrocchia di San Michele Arcangelo di Capugnano; verso la fine del XV secolo la doppia intitolazione fu soppressa e la chiesa ebbe il solo nome di Santa Maria Maddalena.

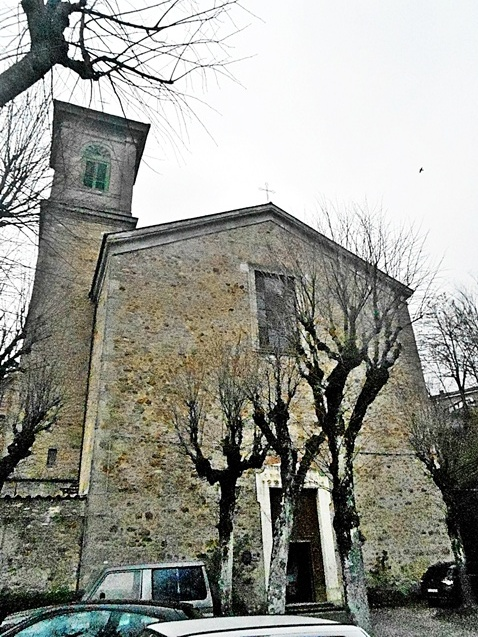
La chiesa vista da un'altra angolazione

Nel 1435 i fedeli porrettani fecero domanda di avere una loro chiesa parrocchiale, ma tale richiesta fu respinta; nel 1535 l'edificio venne, però, ampliato.
Nel 1585 l'arcivescovo di Bologna cardinal Gabriele Paleotti eresse la chiesa a parrocchiale, le conferì il titolo di pieve e la pose a capo di un vicariato foraneo.
Alla fine del XVII secolo tale chiesa versava in pessime condizioni e minacciava di crollare, come testimoniato da uno scritto del commissario Giovanni Girolamo Sassatelli; era necessaria una riedificazione, ma i parrocchiani, che non potevano sostenere le spese per i lavori, cedettero il giuspatronato al conte Ranuzzi, il quale, per ricavare la somma necessaria al progetto, impose una tassa proprio sugli abitanti del paese.
Nel 1689 la parrocchialità venne temporaneamente trasferita nell'oratorio della confraternita delle Sacre Stigmate di San Francesco e la chiesa fu demolita; la prima pietra dell'attuale parrocchiale, disegnata degli architetti bolognesi Giuseppe Antonio Torri ed Agostino Barelli, fu posta nella primavera del 1690. I lavori di costruzione del nuovo edificio, che nel 1694 era già quasi del tutto terminato, furono interrotti durante il periodo invernale, per poi esser ripresi nel 1695 e portati a termine nel 1696; il 22 luglio di quell'anno la chiesa venne ufficialmente inaugurata.
Nel 1848 venne eretto il campanile e nel 1885 l'interno della chiesa fu oggetto di una risistemazione voluta dall'arciprete Raffaele Pizzirani.
Nel 1944, durante la seconda guerra mondiale, la cupola crollò e venne ricostruita nel 1950.

## Descrizione
La facciata della chiesa è a capanna ed è caratterizzata dal portale marmoreo che presenta lo stemma dalla famiglia dei Ranuzzi e da una finestra di forma rettangolare.
L'interno della chiesa, scandito da lesene, è ad un'unica navata, suddivisa in quattro campate e con volta a botte, sulla quale s'aprono quattro cappelle laterali caratterizzate anch'esse da volte a botte.
Opere di pregio qui conservate sono l'acquasantiera, risalente al 1462, il marmoreo fonte battesimale del 1618, il Crocifisso ligneo, intagliato nel 1630 da fra Innocenzo da Petralia  e la pala raffigurante Sant'Anna con Maria bambina, forse dipinta nel XIX secolo dal bolognese Alessandro Guadassoni.
La chiesa conserva tre dipinti di Pietro Maria Massari, detto il Porrettano, allievo dei Carracci, morto in età molto giovane: un Sant'Antonio Abate in sagrestia fu commissionato dalla famiglia Sabatini per la loro terza cappella a sinistra ed è datato, nel libro, 1589; una Presentazione della Vergine al tempio restaurata tra 1977 e 1978 e firmata e datata 1590, fu eseguita per l'altare della famiglia Bartoli, il quinto a destra; la Madonna del Rosario e i Santi Maddalena, Francesco, Domenico, Sebastiano e Rocco sopra la cantoria di sinistra ma originariamente nella quinta cappella a sinistra, è invece presumibilmente databile tra il 1591 e il 1592. Il San Sebastiano è probabilmente un autoritratto del pittore.
In controfacciata è anche un'altra opera attribuita a un altro carraccesco, il dipinto con Cristo e il centurione assegnato a Francesco Brizio, allievo di Ludovico Carracci, proveniente dall'oratorio di San Francesco, poi trasformato in teatro parrocchiale.
L'altare maggiore reca la tela raffigurante il Noli me tangere, opera di Ercole Procaccini il Vecchio, di datazione incerta, ma certamente realizzata nella seconda metà del XVI secolo, entro il 1587.
Una tavola cinquecentesca con lo Sposalizio di Santa Caterina non è pertinente alla chiesa perché donata alla chiesa alla fine dell'Ottocento da un devoto, ed è oggi attribuita alla mano dei fratelli Giacomo e Giulio Francia.
Nell'attiguo Oratorio del Santissimo Sacramento, all'altare è una pala di Alessandro Tiarini con la Madonna col Bambino e i Santi Francesco e Bernardino da Siena, proveniente anch'esso dall'oratorio di San Francesco. La tela, di cronologia molto dibattuta, oscillante tra gli anni venti e gli anni quaranta del Seicento, è inserita in una grande cornice dorata pertinente alla Compagnia femminile della Madonna del Carmine che aveva sede in questo oratorio, ma ospitava in origine una pala dispersa di Giovan Francesco Gessi. Nella parte superiore della stessa incorniciatura si trova un più piccolo dipinto con la Madonna 'dal capo chino', dell'inizio del Seicento, forse opera di Ferdinando Berti.